# LBC
LBC (первоначально — London Broadcasting Company) — британская радиостанция в формате новостей и обсуждений, принадлежащая медиакомпании Global и расположенная в Лондоне. Являлась первой британской лицензированной коммерческой радиостанцией, начала вещание 8 октября 1973 года (на неделю раньше Capital Radio). Запуск LBC положил начало вещанию Independent Radio News, которое LBC предоставляла независимым местным радиостанциям. До 2006 года LBC вещала только в Лондоне, но благодаря цифровому радио стала доступна в других частях Великобритании. Стала общенациональной в 2014 году.
LBC имеет сестринскую радиостанцию LBC News, вещающую в формате срочных новостей, путешествий и погоды. 28 октября 2019 года была перезапущена как круглосуточная радиостанция в общенациональном DAB+.

## История

### Основание
Радиостанция начала работу в понедельник в 5 утра 8 октября 1973 года, первой программой стало утреннее шоу Дэвида Джессела. Редакционный директор LBC Radio и IRN в 1974—1984 годах Рон Онионс помог создать новый подход к вещанию, отличный от имевшегося на BBC, на которую он когда-то работал. Лук играл ключевую роль в LBC и её родственной национальной коммерческой радиослужбе новостей IRN. Вместо серьёзности BBC он ввел более легкий и непринужденный подход к представлению новостей, похожий на подход бульварной газеты. На него повлияло американское вещание, когда он по линии BBC был в Нью-Йорке, и представил трехминутный бюллетень «моментальных снимков». Это помогло проложить путь к концепции «постоянных новостей».

### Смена владельца
Первоначально принадлежавшая консорциуму во главе с канадской компанией Selkirk Communications (владела 47 % акций), LBC в 1987 году была продана. Новыми владельцами стала принадлежащая австралийскому предпринимателю Дэвиду Хейнсу медиакомпания Darling Downs, позже переименованная в Crown Communications. Новый владелец продал лондонскую первоначальную базу радиостанции у Гоф-сквер на Флит-Стритt и перевёз LBC на Хаммерсмит; а в 1989 году станция была разделена на две отдельные службы: станцию новостей и комментариев LBC Crown FM и разговорную Talkback Radio на AM. Переход изначально не был хорошо воспринят и существенно увеличил расходы, что привело к убыткам компании. В 1993 году компания с появившимися финансовыми трудностями была продана «Chelverton Investments» Ширли Портер.
К 1992 году вместо 4 млн. ф. с. убытка станция начала генерировать прибыль.

### London News Radio
Утром в пятницу, 3 сентября 1993 года, Радиоуправление объявило, что не будет продлевать лицензии LBC Newstalk и London Talkback Radio, взамен предоставив частоты консорциуму London News Radio, возглавляемому бывшими сотрудниками LBC и поддерживаемому ирландским банком Guinness Mahon. консорциуму, и вскоре ставшая собственностью Reuters London News Radio купила LBC чтобы держать его в эфире до даты окончания лицензии на вещание в октябре 1994 года.
London News Radio управляло радиостанциями London News 97.3 (FM диапазон, текущие новости и туризм) и London News Talk 1152 (средние волны, разговорная) из бывшей студии LBC в Хаммерсмите. Эти названия были немного упрощены в середине 1995 года до News 97.3 и News Talk 1152 соответственно, но с октября 1994 года по июль 1996 года название LBC вообще не использовалось в эфире.
Reuters привлекла дополнительных акционеров, и в период с 1996 по 2002 год LBC была частью London News Radio Limited, которой совместно владели ITN, Daily Mail and General Trust, Reuters и GWR Group. Этот новый консорциум возродил название LBC в 11:52 утра 1 июля 1996 года. В конце 1996 года FM радиостанция была перезапущена как News Direct 97.3FM. Производство станции было перенесено в подвалmyjt gjvtotybt мультимедийного здания ITN на Грейс-Инн-роуд.

### Chrysalis
В 2002 году радиостанции за 23,5 млн. ф. с. купила медиакомпания Chrysalis, планировавшей увеличить нынешнюю аудиторию в 700 тыс. человек до миллиона (в начале 80-х у LBC было более 2 млн.). Производство контента переехало на базу компании в Северном Кенсингтоне, а форматирование отзеркалило предыдущее положение дел: разговорный формат переехал на FM, а новостной — на AM.
Марк Флэнаган, управляющий директор станции, покинул Chrysalis в 2005 году, чтобы основать политическую консультационную компанию, и его заменил Дэвид Ллойд. Он представил службу подкастинга под названием LBC Plus и ряд рекламных возможностей премиум-класса, чтобы заменить падающие доходы от рекламы, с которыми столкнулся радиосектор..
В сентябре 2006 года станция LBC 97.3 стала доступна в некоторых других частях страны на цифровой платформе DAB после того, как Chrysalis выкупила своих партнеров и закрыла станцию новостей Digital News Network, которая ранее транслировалась по мультиплексу MXR. Каждый мультиплексный регион — Северо-Запад, Уэст-Мидлендс, Йоркшир, Северо-Восток, Южный Уэльс и Запад — транслирует лондонскую передачу LBC, дополненную случайными бюллетенями bp региональных новостей и туристической информации.

### Global Radio
В феврале 2007 года Chrysalis подтвердила публикации британских СМИ о переоценке своих радиоактивов по запросу инвесторов. 25 июня 2007 года LBC вместе со станциями The Arrow, Heart и Galaxy были проданы Global Radio за 170 млн. ф. с. В декабре 2008 года станция переехала в студию Capital London на Лестер-сквер.
В апреле 2007 года был представлен новый маркетинговый слоган для LBC 97.3: «Самый большой разговор в Лондоне» (англ. London’s Biggest Conversation, обыгрывались инициалы радиостанции).
К концу октября 2012 года станция прекратила вещание DAB в некоторых частях страны.
30 января 2014 года. LBC объявила о своем намерении вернуться на платформу DAB и начала вещание на национальном уровне в 7:00 11 февраля 2014 г. под новым слоганом «Ведущий разговор в Великобритании» (англ. «Leading Britain’s Conversation»). LBC заняла место, ранее занимаемое Jazz FM (и краткосрочно — радиоканалом Birdsong) и избавилось от упоминания частоты «97.3» в своём названии с целью усилить свою репутацию как национальной радиостанции.
К весне 2014 года радиостанция обходила по рейтингам и еженедельному прослушиванию в Лондоне BBC Radio 5 (5,6 % против 4,3 %, 10,9 часа против 6,7).
Согласно опубликованным в январе 2022 года первым общеотраслевым данным о радиопрослушивании от организации Rajar, радиостанцию слушало 3 млн человек в неделю..

## Подкасты
Большинство подкастов требуют небольшой абонентской платы. Некоторые шоу, в том числе лучшие программы, шоу только для подкастов и «урезанные» версии программ, были бесплатными. В настоящее время сервис полноформатных платных подкастов прекращен, а шоу доступны в течение 7 дней на Global Player.

## Скандалы
Радиостанция оказалась вовлеченной в полемику вокруг вакцины MMR после передачи Джени Барнетт 7 января 2009 года, в которой она обсуждала её предполагаемую опасность. Это стало предметом споров в СМИ, сначала потому, что её взгляды были раскритикованы медицинским журналистом доктором Беном Голдакром как безответственные, а затем - так как LBC и Global Radio пригрозили судебным иском Голдакру за нарушение авторских прав после того, как он отказался удалить аудиозапись шоу из своего блога, в результате чего запись была размещена на Wikileaks и других платформах, также была сделана стенограмма. Дэвид Ааронович в «The Times» выступал за «групповой иск против LBC за то, что она позволил ведущей навязывать своим слушателям нелепые предубеждения в ущерб чужим детям» и против самой радиостанции из-за вероятного влияния трансляции на общественное здоровье.

## Награды и номинации
| Год  | Ассоциация                | Категория                          | Номинация | Итог      |
| ---- | ------------------------- | ---------------------------------- | --------- | --------- |
| 2017 | Diversity in Media Awards | Радиопрограмма / Радиостанция года | LBC Radio | Номинация |